# Aleksandr Żukow (wicepremier)
Aleksandr Dmitrijewicz Żukow (ros. Александр Дмитриевич Жуков, ur. 1 czerwca 1956 w Moskwie) – rosyjski ekonomista, polityk i działacz państwowy, od 9 marca 2004 do 20 grudnia 2011 wicepremier Rosji.

## Życiorys
W 1978 r. ukończył studia ekonomiczne na Moskiewskim Uniwersytecie Państwowym im. Łomonosowa ze specjalnością ekonomista-matematyk. Uczęszczał na kursy ekonomiczne przy Państwowym Komitecie Planowania ZSRR. W 1991 r. uzyskał dyplom Uniwersytetu Harvarda.
Po ukończeniu studiów był pracownikiem naukowym Akademii Nauk ZSRR. Od 1980 do 1991 r. pracował w Głównym Zarządzie Walutowo-Ekonomicznym Ministerstwa Finansów ZSRR. W latach 1986–1989 zasiadał w Rejonowej Radzie Deputowanych Ludowych rejonu baumanskiego Moskwy. Od 1991 do 1993 r. pełnił funkcję wiceprezesa spółki „Awtotraktoreksport”.
W 1993 r. został wybrany do Dumy Państwowej jako kandydat komitetu wyborczego Godność i Miłosierdzie wchodzącego w skład bloku wyborczego Wybór Rosji. W Dumie I kadencji (1994–1995) zasiadał w komisji ds. budżetu, podatków, banków i finansów. Był także członkiem i zastępcą przewodniczącego grupy deputowanych Liberalno-Demokratycznego Związku 12 Grudnia. W lutym 1995 został wybrany do rady koordynacyjnej ruchu Naprzód Rosjo!, a następnie został przewodniczącym regionalnej organizacji ruchu w Moskwie. W Dumie II kadencji (1996–1999) zasiadał jako kandydat komitetu wyborczego Naprzód Rosjo!. Pełnił funkcje wiceprzewodniczącego i przewodniczącego komisji ds. budżetu, podatków, banków i finansów. Do Dumy III kadencji (2000–2003) został wybrany jako kandydat bloku wyborczego Ojczyzna-Cała Rosja; przewodniczył komisji ds. budżetu oraz działał w innych organach parlamentu. Do Dumy IV kadencji został wybrany jako kandydat Jednej Rosji, od grudnia 2003 do marca 2004 pełnił funkcję pierwszego zastępcy przewodniczącego Dumy Państwowej.
W latach 1998–2003 zasiadał w radzie nadzorczej Sbierbanku, radzie dyrektorów Agencji Restrukturyzacji Organizacji Kredytowych, radzie ekonomicznej przy Rządzie Federacji Rosyjskiej oraz narodowej radzie bankowej Banku Centralnego Rosji.
9 marca 2004 został mianowany wiceprzewodniczącym Rządu (wicepremierem) Federacji Rosyjskiej.